# ローワン・ウィリアムズ

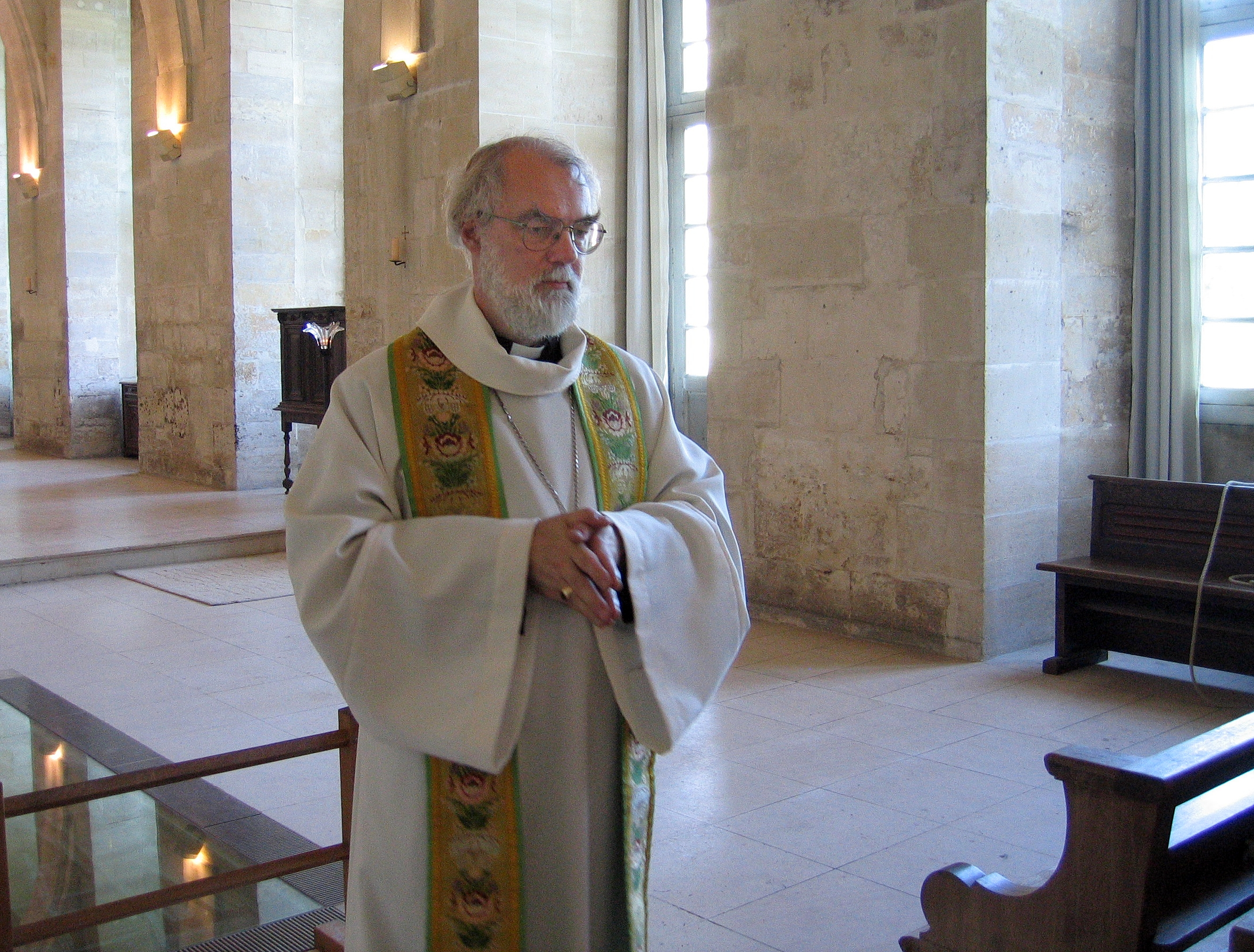
ローワン・ダグラス・ウィリアムズ
（訪仏時、2005年5月27日撮影）

オイスターマウスのウィリアムズ男爵ローワン・ダグラス・ウィリアムズ師（英語: The Right Reverend Rowan Douglas Williams, Baron Williams of Oystermouth, 1950年6月14日 - ）は、イギリスのイングランド国教会聖職者、政治家、神学者、詩人、大学教師。
2002年から2012年にかけてカンタベリー大主教を務めた。アウグスティヌスから数えて104代目のカンタベリー大主教である。退任後の2013年に一代貴族オイスターマウスのウィリアムズ男爵に叙された。カンタベリー大主教として、退任後は一代貴族として貴族院に議席を保有する。

## 経歴
ローワン・ウィリアムズはウェールズのスウォンジーに生まれた。同地で教育を受けた後、ケンブリッジ大学のクライスト・カレッジ、その後オクスフォード大学のクライスト・チャーチと双方で大学教育を受け、同大のウォドム・カレッジで博士号を取得した。また、両大学で神学を教えた経験を持つ。
1991年、ウィリアムズはモンマス主教に選ばれ、1999年にはウェールズ大主教に任命された。2002年、ウィリアムズがイングランド国教会のカンタベリー大主教座をジョージ・ケアリーから引き継ぐことが発表された。それは、聖公会のリーダーになることを意味していたが、彼はイングランド国教会には属してはおらず、ウェールズ聖公会のメンバーであった。ウィリアムズは、2003年2月27日にカンタベリー大主教に着座した。
ウィリアムズのカンタベリー大主教座への選定は波紋を呼んだ。多くの意見は、彼の学識を褒め称えるものであり、彼の学識をもってすれば、教養ある人々にキリスト教が信ずるに足る宗教であることを示すことができるのではないかと期待した。他方、福音派の聖公会員の中では、彼の女性聖職者と同性愛者に対する意見にとまどいが見られた。ロンドンのセント・ヘレン教会の牧師は、ウィリアムズの同性愛者の聖職者承認、また彼の大主教就任に対して抗議し、国教会からの給与を受け取らなかった。また、（聖書に伝えられる）黙示、罪、救世などの重要な教義におけるウィリアムズの見解を異端視する者もいた。
2008年5月23日、ゴードン・ブラウン英首相とダライ・ラマ14世が会談した際、カンタベリー大主教公邸が会談の場として提供され、ローワン・ウィリアムズ大主教も一部同席した。
2009年11月29日に、ウィリアムズとローマ教皇ベネディクト16世はバチカンで急遽会談した。これはカトリック教会が同年10月20日に、同性愛者の按手および結婚祝福、女性聖職に対して「不快感を持つ人を受け入れる」使徒憲章を公布すると発表したことに、ウィリアムズ大主教が即座に反応したものであった。大主教側と教皇側の双方がこの会談を「友好的」であり「エキュメニズムの前進の確認」であるとしたが、共同声明は行われなかった。ブルーノ・バルトローニによれば、エキュメニズムが失敗したことを双方が認め、カトリック教会は女性司教・司祭の問題において妥協しないことが明らかになったとされる。イングランド国教会の所属教会のうち、450の教会が国教会を離脱してカトリック教会に移ることを検討中であると伝えられており、ウィリアムズはこうした問題に対して「やっかいなことになった」と感じている旨を吐露した。
2012年12月末に大主教を退任した。2013年1月に後任のジャスティン・ウェルビーが着座した。
2013年1月15日に一代貴族「オイスターマウスのウィリアムズ男爵」（Baron Williams of Oystermouth）に叙され、この爵位に基づいて改めて貴族院議員として紹介された。
現在、貴族院内においては中立派である。